# Coupe d'Europe de baseball 2009
Navigation
Édition précédente Édition suivante
La  Coupe d'Europe de baseball 2009 est la 46e édition de cette épreuve mettant aux prises les meilleurs clubs européens. L'épreuve change de formule. La phase qualificative s'est tenue du 31 mars au 4 avril, puis la finale à quatre les 20 et 21 juin à Barcelone (Espagne). 
Les Italiens du Danesi Caffe Nettuno s'imposent en finale face au Fortitudo Bologne, ces deux clubs ayant éliminé les formations néerlandaises en demi-finale. Ce titre est leur cinquième dans cette compétition référence en Europe. Fin de série pour les Néerlandais de Kinheim.

## Phase qualificative
Des soucis d'intendances contraignent une réorganisation à la dernière minute du tournoi du groupe A. Initialement prévu pour être une copie du tournoi du groupe B, le Groupe A est réduit à une formule en deux phases, toujours dans l'objectif de désigner deux des quatre participants de la finale à quatre.
| Groupe A-A |                |      |      |       |
|            | Équipe         | Vic. | Déf. | Pct   |
| 1          | T&A San Marino | 2    | 0    | 1.000 |
| 2          | FC Barcelone   | 1    | 1    | 0.500 |
| 3          | Draci Brno     | 0    | 2    | 0.000 |

| Groupe A-B |                     |      |      |       |
|            | Équipe              | Vic. | Déf. | Pct   |
| 1          | Fortitudo Bologne   | 2    | 0    | 1.000 |
| 2          | Corendon Kinheim    | 1    | 1    | 0.500 |
| 3          | Templiers de Sénart | 0    | 2    | 0.000 |

- 1er avril
  -  T&A San Marino 6-1 Draci Brno 
  -  Templiers de Sénart 1-8 Corendon Kinheim

- 2 avril
  -  Corendon Kinheim 2-6 Fortitudo Bologne 
  -  Draci Brno 1-4 FC Barcelone

- 3 avril
  -  FC Barcelone 0-12 (7) T&A San Marino 
  -  Fortitudo Bologne 5-0 Templiers de Sénart

- 4 avril
  -  Templiers de Sénart 1-5 Draci Brno  (match de classement 5e/6 place)
  -  Fortitudo Bologne 2-1 FC Barcelone   (le vainqueur est qualifié pour la finale à quatre)
  -  T&A San Marino 2-8 Corendon Kinheim  (le vainqueur est qualifié pour la finale à quatre)

| Groupe B |                           |      |      |       |
|          | Équipe                    | Vic. | Déf. | Pct   |
| 1        | Amsterdam Pirates         | 4    | 1    | 0.800 |
| 2        | Nettuno Baseball          | 4    | 1    | 0.800 |
| 3        | Huskies de Rouen          | 3    | 2    | 0.600 |
| 4        | Regensburg Legionäre      | 2    | 3    | 0.400 |
| 5        | Royal Greys Anvers        | 1    | 4    | 0.200 |
| 6        | Marlins Puerto de la Cruz | 1    | 4    | 0.200 |

- 31 mars
  -  Amsterdam Pirates 4-2 Royal Greys Anvers 
  -  Marlins Puerto de la Cruz p-p Huskies de Rouen 
  -  Regensburg Legionäre 1-6 Nettuno Baseball

- 1er avril
  -  Marlins Puerto de la Cruz 0-2 Huskies de Rouen 
  -  Huskies de Rouen 8-5 (6, pluie) Amsterdam Pirates 
  -  Royal Greys Anvers p-p Regensburg Legionäre 
  -  Nettuno Baseball p-p Marlins Puerto de la Cruz

- 2 avril
  -  Royal Greys Anvers 4-5 (11) Huskies de Rouen 
  -  Marlins Puerto de la Cruz 8-5 Regensburg Legionäre 
  -  Nettuno Baseball 12-2 (7) Marlins Puerto de la Cruz 
  -  Royal Greys Anvers 1-7 Regensburg Legionäre 
  -  Nettuno Baseball 0-4 Amsterdam Pirates

- 3 avril
  -  Marlins Puerto de la Cruz 9-17 Amsterdam Pirates 
  -  Regensburg Legionäre 5-4 Huskies de Rouen 
  -  Nettuno Baseball 7-0 Royal Greys Anvers

- 4 avril
  -  Amsterdam Pirates 8-4 Regensburg Legionäre 
  -  Royal Greys Anvers 2-1 Marlins Puerto de la Cruz 
  -  Huskies de Rouen 3-7 Nettuno Baseball

## Finale à quatre
Elle s'est tenue les 20 et 21 juin à Barcelone (Espagne).
| Date    | Heure | Lieu      | Recevant             | Visiteur             | Score | Notes |
| ------- | ----- | --------- | -------------------- | -------------------- | ----- | ----- |
| 20 juin | 12:00 | Barcelone | L&D Amsterdam        | Fortitudo Bologne    | 0-6   |       |
| 20 juin | 19:00 | Barcelone | Danesi Caffe Nettuno | Corendon Kinheim     | 6-4   |       |
| 21 juin | 11:00 | Barcelone | L&D Amsterdam        | Corendon Kinheim     | 1-3   |       |
| 21 juin | 18:00 | Barcelone | Fortitudo Bologne    | Danesi Caffe Nettuno | 0-1   |       |